# Inkhundla Nkwene
L'Inkhundla Nkwene è uno dei quattordici tinkhundla del distretto di Shiselweni, nell'eSwatini.

## Geografia antropica

### Suddivisioni amministrative
L'Inkhundla è suddiviso nei 6 seguenti imiphakatsi: Ebuseleni, Hlobane, Kagwebu, Kuphumleni, Nhlalabantfu, Sigcineni.